# Grande Prêmio do Japão de 2003
Resultados do Grande Prêmio do Japão de Fórmula 1 (formalmente XXIX Fuji Television Japanese Grand Prix) realizado em Suzuka em 12 de outubro de 2003. Décima sexta e última etapa da temporada, foi vencido pelo brasileiro Rubens Barrichello, da Ferrari, que subiu ao pódio ladeado por Kimi Räikkönen e David Coulthard, pilotos da McLaren-Mercedes.

## Resumo
- Michael Schumacher conquista o hexacampeonato mundial e supera o recorde de títulos de Juan Manuel Fangio (cinco) e se torna o maior vencedor da história da Fórmula 1.
- Takuma Sato terminou em sexto lugar na única corrida disputada por ele na temporada.[3]
- Ralf Schumacher rodou três vezes na corrida, uma delas com seu irmão Michael.
- Última vez que um Grande Prêmio do Japão foi a corrida de encerramento da temporada.
- Última corrida de Heinz-Harald Frentzen, Jos Verstappen, Justin Wilson, Nicolas Kiesa e Ralph Firman.

## Classificação

### Treinos oficiais
| Pos.   | Nº | Piloto                | Equipe           | Tempo     | Dif.    |
| ------ | -- | --------------------- | ---------------- | --------- | ------- |
| 1      | 2  | Rubens Barrichello    | Ferrari          | 1:31.713  |         |
| 2      | 3  | Juan Pablo Montoya    | Williams–BMW     | 1:32.412  | + 0.699 |
| 3      | 21 | Cristiano da Matta    | Toyota           | 1:32.419  | + 0.706 |
| 4      | 20 | Olivier Panis         | Toyota           | 1:32.862  | + 1.149 |
| 5      | 8  | Fernando Alonso       | Renault          | 1:33.044  | + 1.331 |
| 6      | 14 | Mark Webber           | Jaguar–Cosworth  | 1:33.106  | + 1.393 |
| 7      | 5  | David Coulthard       | McLaren–Mercedes | 1:33.137  | + 1.424 |
| 8      | 6  | Kimi Räikkönen        | McLaren–Mercedes | 1:33.272  | + 1.559 |
| 9      | 17 | Jenson Button         | BAR–Honda        | 1:33.474  | + 1.761 |
| 10     | 15 | Justin Wilson         | Jaguar–Cosworth  | 1:33.558  | + 1.845 |
| 11     | 9  | Nick Heidfeld         | Sauber–Petronas  | 1:33.632  | + 1.919 |
| 12     | 10 | Heinz-Harald Frentzen | Sauber–Petronas  | 1:33.896  | + 2.183 |
| 13     | 16 | Takuma Sato           | BAR–Honda        | 1:33.924  | + 2.211 |
| 14     | 1  | Michael Schumacher    | Ferrari          | 1:34.302  | + 2.589 |
| 15     | 12 | Ralph Firman          | Jordan–Ford      | 1:34.771  | + 3.058 |
| 16     | 11 | Giancarlo Fisichella  | Jordan–Ford      | 1:34.912  | + 3.199 |
| 17     | 19 | Jos Verstappen        | Minardi–Cosworth | 1:34.975  | + 3.262 |
| 18     | 18 | Nicolas Kiesa         | Minardi–Cosworth | 1:37.226  | + 5.513 |
| 19     | 4  | Ralf Schumacher       | Williams–BMW     | sem tempo |         |
| 20     | 7  | Jarno Trulli          | Renault          | sem tempo |         |
| Fonte: |    |                       |                  |           |         |

### Corrida
| Pos.   | Nº | Piloto                | Construtor       | Voltas | Tempo/Diferença | Grid | Pontos |
| ------ | -- | --------------------- | ---------------- | ------ | --------------- | ---- | ------ |
| 1      | 2  | Rubens Barrichello    | Ferrari          | 53     | 1:25:11.743     | 1    | 10     |
| 2      | 6  | Kimi Räikkönen        | McLaren-Mercedes | 53     | + 11.785        | 8    | 8      |
| 3      | 5  | David Couthard        | McLaren-Mercedes | 53     | + 11.614        | 7    | 6      |
| 4      | 17 | Jenson Button         | BAR-Honda        | 53     | + 33.106        | 9    | 5      |
| 5      | 7  | Jarno Trulli          | Renault          | 53     | + 34.269        | 20   | 4      |
| 6      | 16 | Takuma Sato           | BAR-Honda        | 53     | + 51.692        | 13   | 3      |
| 7      | 21 | Cristiano da Matta    | Toyota           | 53     | + 56.794        | 3    | 2      |
| 8      | 1  | Michael Schumacher    | Ferrari          | 53     | + 59.487        | 14   | 1      |
| 9      | 9  | Nick Heidfeld         | Sauber-Petronas  | 53     | + 1:00.159      | 11   |        |
| 10     | 20 | Olivier Panis         | Toyota           | 52     | + 1:01.844      | 4    |        |
| 11     | 14 | Mark Webber           | Jaguar-Cosworth  | 53     | + 1:11.005      | 6    |        |
| 12     | 4  | Ralf Schumacher       | Williams-BMW     | 52     | + 1 volta       | 19   |        |
| 13     | 15 | Justin Wilson         | Jaguar-Cosworth  | 52     | + 1 volta       | 10   |        |
| 14     | 12 | Ralph Firman          | Jordan-Ford      | 51     | + 2 voltas      | 15   |        |
| 15     | 19 | Jos Verstappen        | Minardi-Cosworth | 51     | + 2 voltas      | 17   |        |
| 16     | 18 | Nicolas Kiesa         | Minardi-Cosworth | 50     | + 3 voltas      | 18   |        |
| Ret    | 11 | Giancarlo Fisichella  | Jordan-Ford      | 33     | Pane seca       | 16   |        |
| Ret    | 8  | Fernando Alonso       | Renault          | 17     | Motor           | 5    |        |
| Ret    | 10 | Heinz-Harald Frentzen | Sauber-Petronas  | 9      | Motor           | 12   |        |
| Ret    | 3  | Juan Pablo Montoya    | Williams-BMW     | 9      | Pane hidráulica | 2    |        |
| Fonte: |    |                       |                  |        |                 |      |        |

## Tabela do campeonato após a corrida
| Pos.   | Piloto             | Pontos |
| ------ | ------------------ | ------ |
| 1      | Michael Schumacher | 93     |
| 2      | Kimi Räikkönen     | 91     |
| 3      | Juan Pablo Montoya | 82     |
| 4      | Rubens Barrichello | 65     |
| 5      | Ralf Schumacher    | 58     |
| Fonte: |                    |        |

| Pos.   | Equipe           | Pontos |
| ------ | ---------------- | ------ |
| 1      | Ferrari          | 158    |
| 2      | Williams-BMW     | 144    |
| 3      | McLaren-Mercedes | 142    |
| 4      | Renault          | 88     |
| 5      | BAR-Honda        | 26     |
| Fonte: |                  |        |

- Nota: Somente as primeiras cinco posições estão listadas e os campeões da temporada surgem grafados em negrito.